# Palau Episcopal d'Astorga
El Palau Episcopal d'Astorga és un edifici situat a la ciutat homònima, projectat per l'arquitecte Antoni Gaudí, que també va fer la Casa Botines de Lleó i El Capricho de Comillas, les seves úniques obres fora de Catalunya. Actualment, és seu del Museo de los Caminos, dedicat al Camí de Sant Jaume.

## Història i descripció
Uns anys abans s'havia produït un incendi a l'antic palau episcopal, que el deixà totalment destruït. Ja que la ciutat no disposava d'un arquitecte diocesà, el bisbe Joan Baptista Grau i Vallespinós decidí encarregar-ne la reconstrucció al seu amic Gaudí, reusenc com ell, el 1889. L'amistat entre ambdós havia començat anys enrere mentre Grau fou vicari general de l'arxidiòcesi de Tarragona i inaugurà l'església de Jesús-Maria, l'altar de la qual fou projectat per Gaudí.

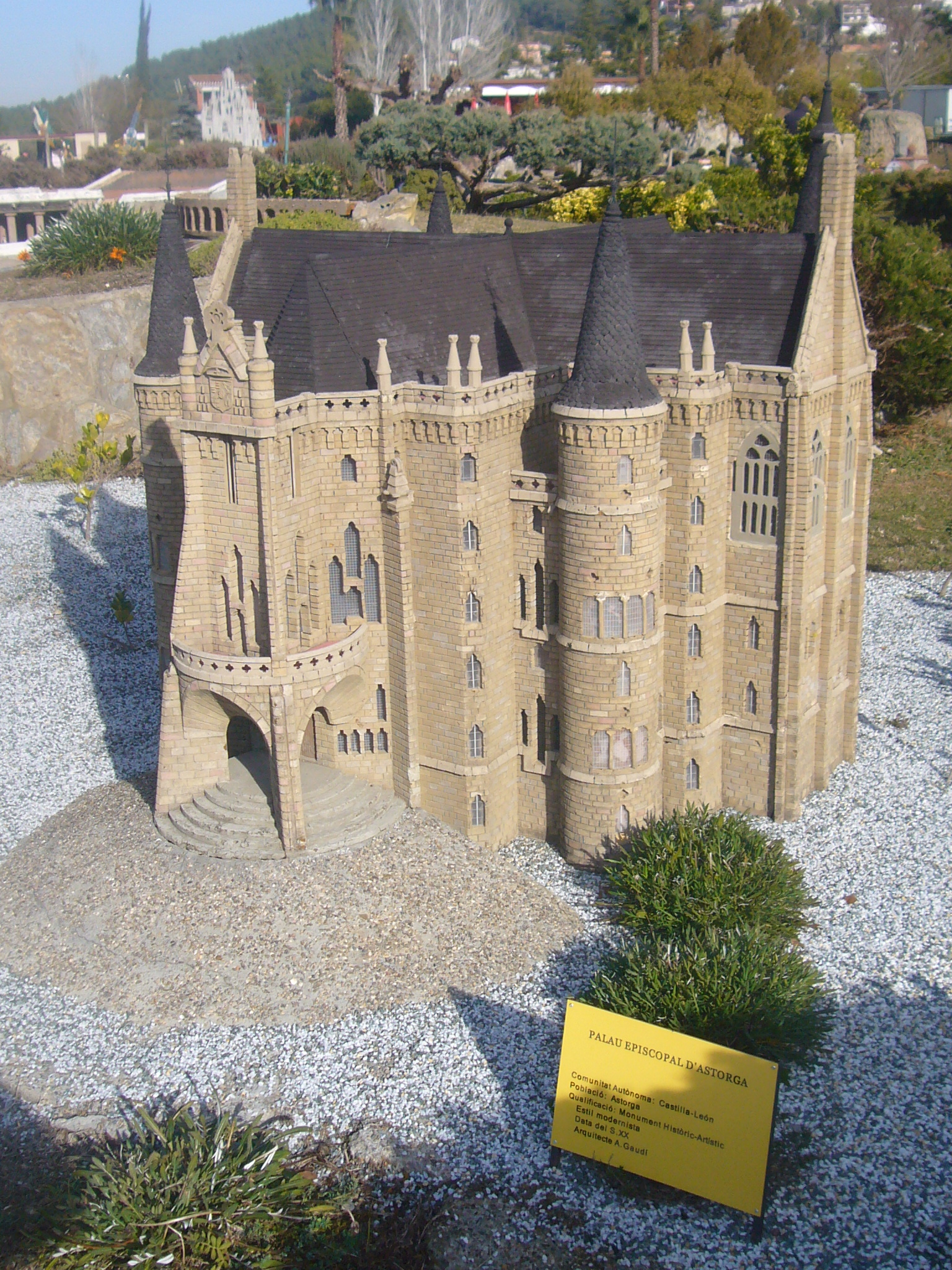
Maqueta a Catalunya en Miniatura

Quan Gaudí rebé l'encàrrec estava ocupat en diversos projectes, com el Palau Güell, els Pavellons Güell, el Col·legi de les Teresianes i la Sagrada Família, i per això no podia desplaçar-se a Astorga per a estudiar-ne el terreny i l'entorn. Per a no endarrerir el projecte li demanà al bisbe que li enviés fotografies, dibuixos i qualsevol informació del lloc, que li permetessin començar a projectar el palau de manera que harmonitzés amb les edificacions del seu entorn. Un cop estudiat tot el material rebut, Gaudí enllestí els plànols del projecte i els envià a Astorga. Grau se sentí satisfet i inicià els tràmits per a obtenir els permisos administratius. Després d'haver-hi introduït algunes modificacions, el projecte fou aprovat el febrer del 1889. Uns mesos després, el 24 de juny, es posà la primera pedra.
Gaudí decidí llogar obrers i paletes catalans que ja havien treballat amb ell, a fi que durant les seves absències l'obra continués de manera precisa segons les seves idees. El Palau Episcopal d'Astorga és un edifici que té un aire medieval, apropiat per a la seva finalitat. Gaudí el projectà en estil neogòtic, corrent que provenia de l'arquitectura historicista de moda en aquell moment, i que Gaudí utilitzà al Col·legi de les Teresianes, a la Torre Bellesguard i a la Casa Botines, a més d'Astorga.
La pedra en què està construït (granit gris del Bierzo) és respectuosa amb el seu entorn, en especial amb la catedral que es troba a prop, i també amb la naturalesa, que a l'Astorga de finals del segle xix estava més present que en l'actualitat. Tanmateix, l'edifici també incorpora alguns dels elements que caracteritzarien a Gaudí en les seves futures obres, com els arcs de l'entrada principal o les grans xemeneies que de forma ostensible s'integren en les façanes laterals.
La façana presenta quatre torres cilíndriques, i està rodejada d'un fossat. El pòrtic té tres grans arcs botzinats, fets amb carreus separats entre si per contraforts inclinats; Gaudí havia projectat coronar la façana amb un àngel de cinc metres d'alçada, que finalment no es va dur a terme. La part posterior presenta un absis a la capella, rodejat de tres petites absidioles. La planta baixa conté un gran vestíbul, del que surt l'escala noble, adquirint una gran alçada que permet l'obertura de grans finestres, de forma triangular, que proporcionen una gran lluminositat; aquest esquema recorda una mica l'utilitzat al Palau Güell. L'estructura se sustenta en pilars amb capitells decorats i en voltes de creueria sobre arcs ogivals de ceràmica vidriada. Es remata amb un emmerletat d'estil mudèjar
El 1893, després de la mort del bisbe Grau, Gaudí dimití per desavinences amb el capítol, i les obres restaren aturades durant diversos anys. Finalment, fou enllestit entre 1907 i 1915 per l'arquitecte Ricardo García Guereta.